# Joseph L. Bristow
Joseph L. Bristow (Hazel Green, 1861. július 22. – Fairfax, 1944. július 14.) az Amerikai Egyesült Államok szenátora (Kansas, 1909–1915).